# Pramen práva

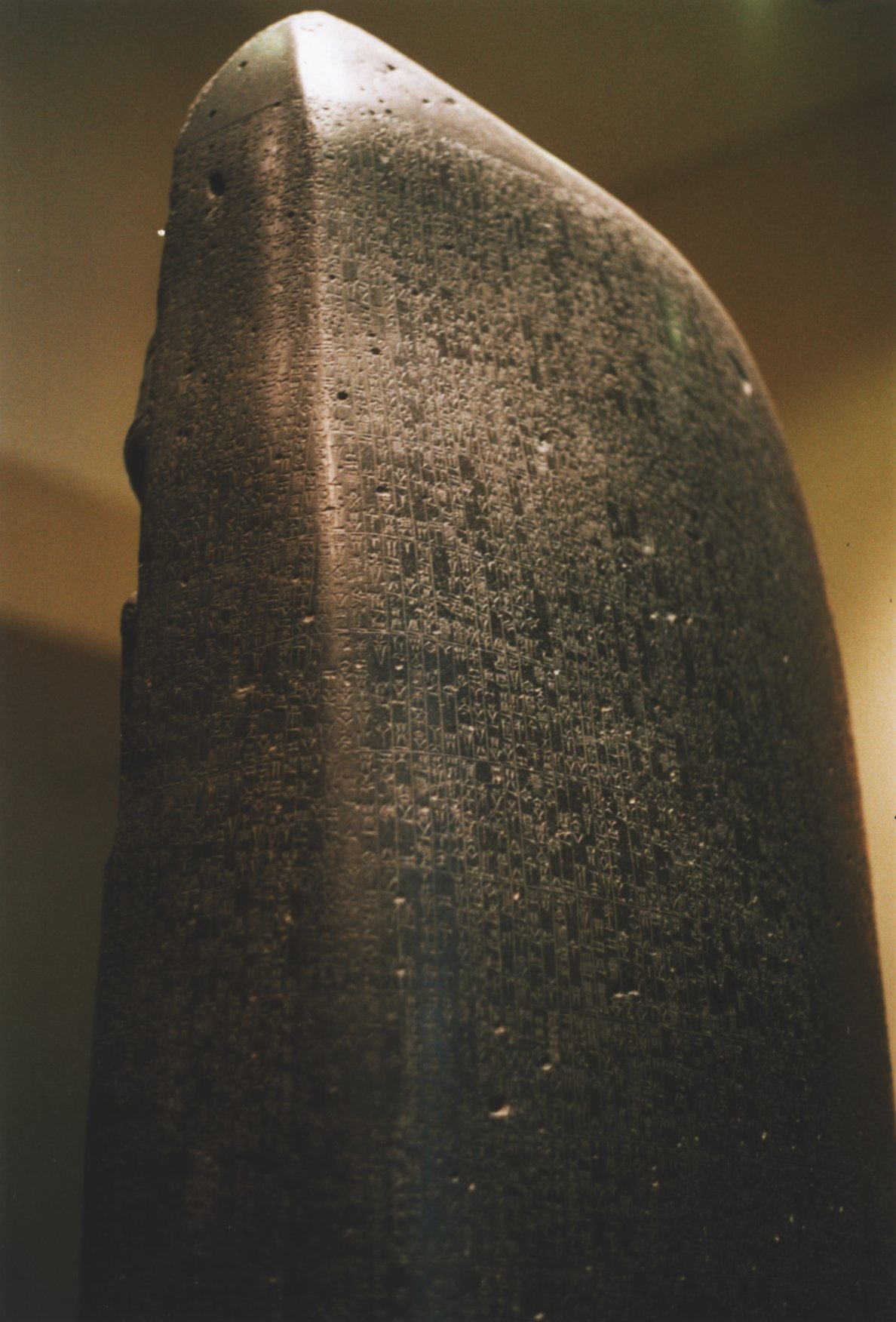
Chammurapiho zákoník, nejstarší nalezený právní dokument.

Prameny práva lze rozlišovat na psané a nepsané (latinsky lex scripta, ius scriptum et non…) podle nichž lze rozlišovat země psaného práva, založeného na římském právu (zejména Francie) a země práva nepsaného (Anglie, USA, Commonwealth). Vzhledem k tomu, že často existují paralelně oba typy právních pramenů, rozlišujeme dále na prvotní a druhotné.
- prvotní (určující) – zákon (právní předpis), precedens, v mezinárodním právu mezinárodní smlouva,
- druhotné – ostatní prameny

## Dělení pramenů práva
Obecně jsou prameny práva děleny na prameny materiální a formální. Mezi další dělení pramenů práva patří dělení na prameny psané či nepsané.

### Materiální prameny práva
Materiální prameny práva jsou nepsané skutečnosti, které nutí stát k jisté úpravě vztahů. Mohou jimi být například společenské či hospodářské poměry, ale i historické okolnosti, nebo dokonce nahodilé skutečnosti typu přírodních či jiných katastrof.

### Formální prameny práva
Zdroje, které nám vysvětlují samotné právo – lépe řečeno jsou to zdroje, které nám dávají k dispozici samotné právo a jeho konkrétní obsahy. Existuje spousta typů formálních pramenů práva. Mezi hlavními či tzv. primárními jsou to právní předpisy (normativní právní akty), normativní smlouvy, soudní a správní precedenty a judikatura, právní obyčeje a některé další. Mezi sekundárními prameny práva to mohou být učebnice, právnické slovníky, právnická periodika, vládní dokumenty a mnohé další. V našem, tj. kontinentálním systému práva, jsou používány převážně právní předpisy a normativní smlouvy, obyčeje pouze okrajově a samotné precedenty a judikatura minimálně. V podstatě můžeme uvažovat o tom, že judikaturu u nás nelze brát za pramen práva. Vedou se diskuze o tom, zda je předchozí judikatura závazná pro další soudní rozhodování a jak k tomuto problému vůbec přistupovat.

### Nepsané prameny práva
Nepsané prameny práva jsou samozřejmě starší, vyskytovaly se již ve starověkém Řecku či Římě. První kodifikace probíhaly až později a často vycházely z právních obyčejů či jiných zvyků. Psaná právní norma je tvořena zastupitelstvy územních správních celků (alespoň v našem státě). Je to soubor sepsaných pravidel psaných spisovným úřednickým jazykem a je hmotnou normou nehmotných pravidel. Dalším psaným pramenem práva jsou právní smlouvy, ty jsou používány primárně v mezinárodním právu. Nepsaný či soudcovský pramen práva je již zmíněný obyčej a judikatura či precedenty.

### Psané prameny práva
Psané prameny práva jsou novější a mnohem častěji užívané; jsou to např. právní předpisy či normativní smlouvy.

## Historické souvislosti a vznik pramenů práva
Historické souvislosti pramenů práva se částečně kryjí s celou právní historií a tak můžeme počátky pramenů práva sledovat již v nejstarších systémech práva. Jedny z prvních pramenů práva, tehdy ještě prameny nepsané (latinsky lex non scripta, ius non scriptum), byly součástí právního systému řeckého. Z tohoto systému se nám tedy nezachovaly žádné psané právní památky, ale některé skutečnosti můžeme vyvozovat z Homérových básní či v textech od Platóna. V podstatě jedinou, ale pořád řeckou právní památkou je tzv. řecký zákoník, který má podobu stěny v krétském městě Gortyn. Pochází z období kolem roku 450 př. n. l. a nalezen byl v roce 1857. Má podobu kamenů, na kterých je na více než 600 řádcích zachycena podoba práva v oblasti kolem Gortynu. Mimo jiné z tohoto zákoníku plyne větší právní ochrana otroka, otroci v tomto státě a dle tohoto zákoníku měli mnohem snadnější život než v jiných starověkých státech. Jejich postavení se oproti běžným občanům lišilo pouze v tom, že nemohli nastoupit na vojenskou službu. Zákoník upravuje hlavně oblasti trestního či rodinného práva. Encyklopedie Britannica uvádí, že vliv tohoto zákoníku lze nalézt i na egyptských papyrech a tak i v právu egyptském.
Dalším starověkým a již velmi důležitým právním systémem byl systém římského práva. Stejně jako starořecké právo, tak i římské vycházelo z nepsaných práv. Důležitým pramenem v tehdejší rané zemědělské společnosti bylo právo obyčejové (mos maiorum), které bylo vykládáno většinou hlavou jednotlivých rodů. Toto právo bylo spojeno s tím, že stařešinové (latinsky princeps gentis) jednotlivých rodů měli takřka neomezenou a autoritářskou moc. Velký vliv mělo i rodové náboženství. Vliv náboženství se zachoval i při větším rozvoji a rozšíření právních úprav na nově vznikající městské obce. Právo bylo vykládáno jako vůle bohů a bylo tak vykládáno pontifiky a králi. Ti byli zároveň i prvními soudci. V době před královstvím existovalo velmi nejisté dělení práva mezi lidmi a bohy (latinsky fas) a také mezi lidmi samotnými (latinsky ius). Později se Římané zaměřili z praktických důvodů na právo ius.
V době království byly právní prameny vydávány dle tradice králi a vykládány a aplikovány opět kněžími. Existuje i pověst, že pontifex maximus Papirius sepsal množství těchto práv a vznikl tak první sepsaný zákoník, ale podle zjištění se tato pověst nezakládá na pravdě. V období republiky (tj. po r. 510. př. n. l.) se změnil nejen systém státu, ale i systém tvorby práva. Existovali volení úředníci, kteří dle principu kolegiality se museli na jakémkoliv rozhodnutí jednohlasně shodnout – každý z nich měl právo veta. V souvislosti s rozvojem měst a většího počtu plebejců bylo požadováno, aby existoval psaný zákoník. To zapříčinilo vznik Zákona dvanácti desek, který se stal prvním psaným (latinsky lex scripta) zákoníkem. Později, již v době praetorů, vzniklo i právo praetorské, které se stalo dalším pramenem práva v římském právu. V době císařství měl hlavní zákonodárnou a soudní moc prakticky pouze císař. Do 3. století byly zákony vydávány také senátem, ale i ten později tuto možnost ztratil. O něco déle si možnost zasahovat do tvorby práva ponechali praetoři. I těm však zákonem Edictum Perpetuum Hadriani bylo toto právo odebráno. Další změny nastaly v roce 300, kdy se opět změnila forma státu, vláda se změnila na dominát a prakticky jediným pramenem práva tak byla císařská nařízení. Tato nařízení platila od doby své publikace, bylo jich vydáno velké množství a často neměla potřebnou kvalitu. I právní věda tak zanikla. Z toho důvodu později, za vlády císaře Theodosia II., vznikl tzv. Theodosiův kodex, jež v sobě zahrnuje císařská nařízení od roku 312 do doby vydání. Ten se stal důležitým pramenem práva a poznání a bylo z něj vycházeno při tvorbě práva až do 11. století. V šestém století bylo za císaře Justiniána kodifikováno i občanské právo, které bylo zapsáno do zákoníku s latinským názvem Corpus iuris civilis. Většina zákoníku byla sepsána již v řečtině, odlišně od starších zákoníků, jež byly sepsány latinsky. V 11. století se tento zákoník začal studovat na Boloňské univerzitě a zapříčinil tak recepci římského práva ve středověku.

### Angloamerický systém práva
Tento systém je založen na systému precedentů a také na právním principu Stare decisis. Princip Stare decisis se poprvé objevil ve staré Anglii v době vlády krále Jindřicha II. Plantageneta. Ten vysílal soudce ze svého královského soudu do soudů okresních, aby jemu samotnému přivezli výsledky rozhodnutí těchto soudů. Později tak soudy rozhodovaly o podobných či stejných problémech stejně – to je systém precedentů či rozhodování dle jurisdikce (např. v České republice). Tento král také velmi rozvinul soudní systém ve staré Anglii, vzal tak velkou moc církevním soudům a dostal se do sporu s církví. Pro běžného občana však nebyla soudní pomoc právem, nýbrž privilegiem, které mu muselo být uděleno (ve staré angličtině writ). Zprvu toto bylo ošetřeno individuálně, avšak později byl vytvořen systém writů platných pro obecné a časté případy. Velký zlom v chápání britského práva nastal po konání Druhého Westminsterského Statutu. Po tomto statutu se již writy pro případ analogický jinému případu vydávaly velmi výjimečně a bylo tak stanoveno, že stávající writy nemají být rozmnožovány dalšími. Tento systém tak přetrval až do 19. století.
Druhým soudcovským systémem v Anglii je tzv. Equity (v českém překladu spravedlnost), který původně byl nástrojem pro odvolání vůči „nespravedlivým“ soudům královským a to přímo ke králi. Ten je odvolával ke kancléřům a později tak vznikly tzv. kancléřské soudy, jež měly rozhodovat na základě spravedlnosti. Equity však neměla nikdy jít proti původním rozsudkům, o tom vypovídá regule „Equity follows the law“ (v českém překladu „Spravedlnost následuje právo“). Mimo soudcovského práva jsou v angloamerickém systému práva uznávány i prameny práva jiné. Jsou to: zákonné prameny, obyčejové právní prameny a právní literatura. Zákonné prameny, jsou chápány jako základ pro rozhodnutí soudce a pro soudcovskou tvorbu práva. Obyčejové prameny práva jsou chápány ve dvou polohách, jsou to „general customs of the Realm“ (v českém překladu obecné obyčeje říše), které jsou v našich dobách již velmi okrajově používány v ústavním právu a také to jsou „local customs“ (v českém překladu místní obyčeje). Pro ty platí, že se musí odchylovat od tzv. Common law, ale nesmí mu odporovat. Další nutnou podmínkou je to, že musely existovat již před rokem 1189. Předpokládá se však, že všechny obyčeje existovaly již v době před zmíněným rokem, dokud se nedokáže opak, či není notoricky známé to, že vznikly až později. Tyto obyčeje jsou také používány velmi málo, i kvůli tomu, že po jejich aplikování v právu by byly začleněny do soudcovského práva. Posledním zmíněným pramene práva je právní literatura, jež je v britském chápání používána velmi málo a pokud už použita je, tak pouze ze starých děl slavných mistrů.
V americkém chápání (na rozdíl od britského) je pramenů práva uznáváno méně. Je to zpravidla soudcovské právo a legislativa. I v chápání soudcovského práva či výrazu ekvity existují ve Velké Británii a v USA velké rozdíly, což je dáno tím, že se tyto kultury vyvíjely rozdílně. Také existují rozdíly v chápání precedentů, v USA jsou precedenty nižších soudů závazné i pro soudy vyšší, v Británii tomu tak není (tj. soudní rozhodnutí soudu je závazné pouze pro soudy nižší či stejné úrovně).

### Kontinentální systém práva
V kontinentálním tj. převážně evropském (jinak nazývaném i římsko-germánském) systému práva existují převážně tradice psaného práva. První soupisy právního systému kontinentálního byly sepisovány v 18. století. Musíme ovšem rozdělit tento právní systém do několika různých okruhů, v který se právo vyvíjelo s lehkými odlišnosti. Knapp dělí tento systém na okruh francouzský, rakouský, německý, švýcarský a na okruh skandinávský. Francouzský okruh byl kodifikován již v roce 1804 v tzv. Code civil (česky občanský zákoník), který byl velmi komplexní a v článku 5 tohoto zákoníku přímo zakázal soudcovskou tvorbu práva. Tento okruh měl posléze velký vliv na tvorbu práva v jiných oblastech světa. Měl velký vliv na západní Evropu, belgické a francouzské kolonie v Africe, latinskou Ameriku, země blízkého a dálného východu a také na oblasti jihovýchodní Asie. Okruh rakouský již takový velký význam neměl, téměř se nerozšířil za hranice tehdejší rakouské části Rakouska-Uherska. I tak je svým způsobem výjimečný V § 16 Allgemenines Bürgerliches Gesetzbuch (dále jen ABGB) uvádí, že každý člověk má svá určitá práva vyplývající z přirozenosti a každý je tak osobou. ABGB byl sepsán již v roce 1811, je překládán jako všelidový občanský zákoník. Německý okruh byl kodifikován v tzv. Bürgerliches Gesetzbuch (dále jen BGB), který je překládán jako občanský zákoník. Sepsán byl v roce 1896 a v platnost vstoupil v roce 1900. Jeho vliv lze vypozorovat v Číně anebo Japonsku. Toto dílo dle Knappa není dílem zdařilým a později byly nalezeny jeho výrazné slabiny, navíc mělo být kompromisem mezi římským podáním práva a germánským podáním práva.
Švýcarský okruh byl kodifikován v Zivilgesetzbuch (dále jen ZGB), je překládán jako civilní občanský zákoník a byl sepsán v roce 1907. Jeho poslední část (zákon o obligacích) byla sepsána v roce 1911. Tyto obě části vstoupily v platnost v roce 1912. Civilní občanský zákoník rovněž dle Knappa není kvalitním dílem, vychází z německého BGB a dílem také z usus modernus pandectarum, tj. z římské recepce v Německu. Tento zákoník měl také vliv v zahraničí – v Turecku či v zemích Blízkého východu, kde sloužil jako základ pro stanovení věcného statutu. Skandinávský okruh je od klasického kontinentálního systému práva poměrně odlišný, více dbá na použití soudcovského práva a právních obyčejů. Kodifikace tak dává značný prostor pro soudcovskou normotvorbu. Mezi další prameny kontinentálního práva patří právní obyčeje, soudní a správní precedenty a normativní smlouvy.

### Islámský systém práva
Existuje i další a zároveň nejmladší právní systém, kterým je právní systém islámský. Vyvíjel se zhruba od 8. století našeho letopočtu. Od 10. století navíc dle zásady taklíd‎ nelze toto právo doplňovat. Mezi tamní prameny práva patří: korán, sunna, idžmá a kijás. Také se o tomto právu dá napsat, že neuznává legislativu – je teoreticky neměnné. Změny ovšem jsou možné, ale ne změny základního práva – to nemůže měnit nikdo, leda Bůh. Mění se tak pouze právo v jednotlivých státech, sekundární právo. Podle některých zdrojů je uváděno celkem až 40 pramenů práva, podle jiných 15.